# Marchfältet

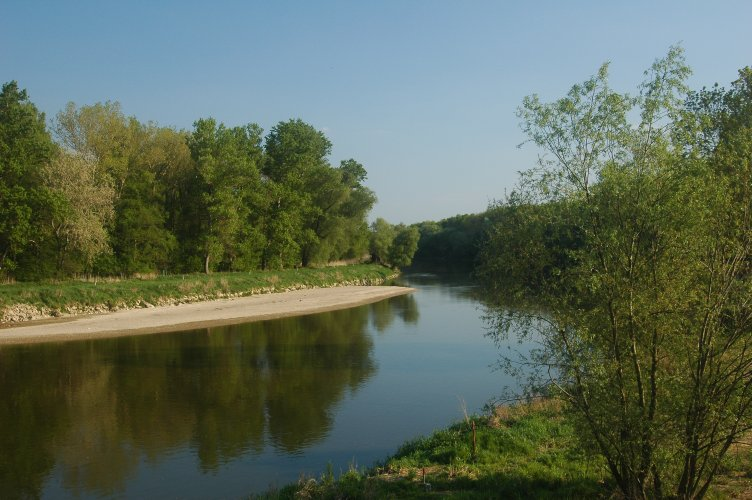
Floden March vid Marchfältet.

Marchfältet (tyska: Marchfeld) är en cirka 900 km² stor slätt öster om Wien i Österrike. Fältet täcker området mellan Wien och floden March eller Morava i södra Weinviertel i Niederösterreich och är en del av Wienerbäckenet.  
1278 mördades Ottokar II då han drog sig tillbaka från slaget på Marchfältet.